# Julia Carta
Julia Casu Masia Porcu, més coneguda com Julia Carta (Mores, 1561 – XVII), va ser investigada i condemnada pel Tribunal del Sant Ofici de Sardenya. El seu procés judicial, que va durar una dècada, és un dels més importants i detallats de la història de la Inquisició espanyola a Sardenya.

## Biografia
La informació que ens arriba sobre Julia Carta es deu als detallats documents processals conservats a l'Arxiu Històric Nacional d'Espanya. Va néixer a Mores cap al 1561, filla de Salvador Casu, paleta, i Giorgia de Ruda Porcu Sini. De la informació relativa al judici es desprèn que va créixer en condicions de pobresa i analfabetisme, aprenent de la seva mare les activitats típicament femenines de "coser, hilar i texer" i assistir a l'església (acostumava a "oyr misa, confessar i comulgar"). Va aprendre els seus coneixements màgics de tres personatges fonamentals en la seva educació: la seva àvia materna, Juana Porcu, Thomayna Sanna i una gitana. D'aquestes tres dones va aprendre l'art de fer amulets (sas pungas), preparar ungüents curatius i tècniques màgiques diagnòstiques, basades en l'observació de les flames. Als 25 anys, es va traslladar a Siligo a causa del seu matrimoni amb el vidu Costantino Nuvole, amb qui va tenir set embarassos, però només un fill supervivent, Juan Antonio.
Va ser denunciada a l'Inquisició per una noia de Siligo, Barbara De Sogos, que va informar al rector del poble, Baltassar Serra Manca, que l'havia sentit expressar idees i creences particulars respecte al sagrament de la confessió. Segons aquests, per Carta, els pecats d' hecizerìa no s'han de confessar al sacerdot, ja que n'hi hauria prou de confessar-los en un forat del terra davant de l'altar de l'església o a casa sota el llençol. Així doncs, es va iniciar una primera investigació el 19 de setembre de 1596 i, el 25 del mateix mes, es van escoltar els primers testimonis : Domenica Carta Oggiano, Giacomina Enna i Giacomina Zidda. Aquestes acusen a Júlia de bruixeria, de llançar malediccions i encanteris i de dur a terme pràctiques de curació mitjançant ungüents màgics i amulets.

## Detenció i  judicis
El 18 d'octubre de 1596 va ser detinguda a Mores, a casa dels seus pares, on estava temporalment amagada. Després va ser traslladada a les presons del Sant Ofici, al Castell Aragonès de Sàsser, i va començar la seva història processal, dividida en dos judicis, durant un període que va des de la tardor de 1596 fins a 1606. L'inici del procés està constituït per les tres monicions rituals, en les quals Carta va ser convidada a confessar-se. Durant la primera fase del judici, Carta va negar qualsevol acusació, motiu pel qual el Consell de Fe va decidir sotmetre-la a tortura el 22 d'abril de 1597. La persistència de la seva actitud va provocar la suspensió de la tortura, però el punt d'inflexió del judici es va produir a partir d'agost, quan va confessar haver portat a terme algunes pràctiques màgiques i haver tingut contacte amb el diable. El 6 d'octubre del mateix any, l'inquisidor Pedro d'Axpe va dictar sentència declarant-la culpable d'heretgia i, deu dies després, Carta va fer una retractació pública a l'església de Santa Caterina de Sàsser parlant en llengua sarda i amb el sambenet.
Durant els set anys següents, Carta es va instal·lar a Siligo, i el 8 de juliol de 1604 es va emetre una nova ordre d'arrest que es va dur a terme tres dies després. Una trentena d'audiències van seguir fins al 12 de febrer de 1605, quan Carta va ser declarada heretge formal, apòstata de la fe i idòlatra del diable. Els papers del judici no ens permeten establir quina va ser la sentència definitiva, però segons altres fonts Carta es va escapar de la foguera i va ser condemnada a portar el sambenet durant la resta de la seva vida.
Es desconeix la data i el lloc de la mort.